# Hattert
Hattert település Németországban, Rajna-vidék-Pfalz tartományban. Lakosainak száma 1754 fő (2023. december 31.).

## Népesség
A település népességének változása:
| Lakosok száma | 1669 | 1734 | 1759 | 1754 | 1753 | 1754 |
|               | 1975 | 2017 | 2019 | 2021 | 2022 | 2023 |